# Мой Кет
Мой кет (фр. Mon Ket) — бельгийско-французский комедийный фильм 2018 года, дебютная полнометражная режиссерская работа актера Франсуа Дамьена. Фильм был номинирован в 3-х категориях на соискание бельгийской национальной кинопремии «Магритт» за 2018 год, в том числе за «Лучший фильм».

## Сюжет
У Дени Версавеля проблемы с его 15-летним сыном Салливаном. Тот не хочет ничего знать о высокомерном и бесстыдном отце-узника, «короля» мелких краж. Но, для Дени сын — это все самое ценное что у него есть, он вся его жизнь, и Дени не хочет его потерять при любых обстоятельствах. Единственное, что ему сейчас нужно — это работа и квартира, чтобы вернуть опеку над сыном. И Дени решает бежать из тюрьмы. На свободе он попытается научить парня вещам, важным в его жизни.